# Антоново (Калининградская область)
Антоново — посёлок в Правдинском районе Калининградской области России.

## География
Находится в южной части Калининградской области, в зоне хвойно-широколиственных лесов, в пределах Виштынецкой возвышенности, на расстоянии примерно 5 километрах (по прямой) к юго-западу от города Правдинск, административного центра района.

### Климат
Климат характеризуется как переходный от морского к умеренно континентальному. Среднегодовая температура воздуха — 7,7 °C. Средняя температура воздуха самого холодного месяца (января) — −2,9 °C (абсолютный минимум — −35 °C); самого тёплого месяца (июля) — 18,7 °C (абсолютный максимум — 36 °C). Годовое количество атмосферных осадков — 775 мм, из которых большая часть выпадает в тёплый период.

### Часовой пояс
Посёлок Антоново, как и вся Калининградская область, находится в часовой зоне МСК−1. Смещение применяемого времени относительно UTC составляет +2:00.

## Население
| 2002 | 2010 |
| ---- | ---- |
| 12   | ↗14  |

### Национальный состав
Согласно результатам переписи 2002 года, в национальной структуре населения русские составляли 92 %.